# アンラッキーヤングメン
『アンラッキーヤングメン』は、原作：大塚英志、作画：藤原カムイによる漫画。雑誌『小説野性時代』（角川書店）にて、2004年から2006年にかけて連載され、角川書店から単行本全2巻が出版されている。

## 概要
1968年の学生運動真っただ中の東京を舞台に、永山則夫連続射殺事件・連合赤軍事件・三億円事件といった実際の事件が互いにリンクしストーリーが展開していく。永山則夫・永田洋子・北野武など実在人物をモデルにしたと思しきキャラクターが登場する。
各章のタイトルをはじめ至るところに、石川啄木の短歌や詩が引用され、本作独特の淡々とした空気感を演出している。また、大江健三郎の小説（「性的人間」「われらの時代」）や、三島由紀夫、中上健次をモデルにしたと思しきキャラクターが登場するなど、原作者の近代日本文学への深い造詣が読み取れる。
『このマンガを読め!2008』にて第8位にランクインした。

## あらすじ
1968年。日本が学生運動の渦中にあり、とても熱かった時代。中学卒業後、青森から上京し、盗んだ拳銃で4人を無差別に射殺している連続射殺魔のN、学生運動から逃げ出し売れない漫才師をしながら映画制作を夢見るT、某大学の薬学部の学生で学生運動に情熱を燃やすも原爆病に蝕まれつつあるヨーコの3人は、新宿のジャズ喫茶「ビレッジ・バンガード」で出会った。時代の熱い空気に流されるまま日々を過ごしていた彼らは、Tが書いた映画脚本『アンラッキーヤングメン』をもとに現金輸送車の襲撃計画を立てる。警察官の息子で同性愛者の薫が仲間に入ったり、ヨーコが学生運動の仲間であるKに強姦され精神が病んでいくなど、紆余曲折ありながら、3人は計画を実行。シナリオどおり3億円を手にするが･･･

## 登場人物
※明らかに実在の人物をモデルとしたと思われるキャラクターが多数登場するが、登場人物の役回りは史実と微妙に異なっている。モデルとなったと思われる人物についてはリンク先を参照されたい。

### アンラッキーヤングメン
N
『ビレッジ・バンガード』のボーイ。連続射殺魔。20歳前後。集団就職で上京するも、就職したフルーツ・パーラーを辞め、米軍基地に忍び込んだ際に盗んだ拳銃で、これまでに4人を無差別に射殺した。その後、雇われたジャズ喫茶、『ビレッジ・バンガード』でTやケーコらと出会う。元同僚のケイコとアパートで同棲していたが、のちにヨーコと同棲する。生まれは網走番外地で、母親のことは思い出したくない様子。Tが脚本を書いた映画への出演依頼をきっかけに現金強奪計画へ参加する。
T
『ビレッジ・バンガード』のボーイ。23歳前後。東京荒川出身。丸いサングラスを常に掛けている。X大学で学生運動に身を置いていたが、友人に対する残虐なリンチなどからその恐ろしさに脅え、逃げ出すように大学を中退。年増のストリップ嬢のヒモをしつつ売れない漫才師をしていたが、Nのアパートに転がり込む。映画監督を夢見て、脚本を書き溜めている。しかし脚本の出来が不十分であること、カメラが無いことなどを口実に、映画撮影を先延ばしにしてきた。最終的に、彼が書き上げた脚本『アンラッキーヤングメン』をもとに現金強奪が計画される。かつてヨーコとは交際していたらしい。
ヨーコ（洋子）
フルネームは山本洋子。23歳。某大学の薬学部に籍を置きながら、学生運動に身を投じている。母親の胎内にいた時、広島への原爆投下によって被爆し、そのため自分はもうすぐ死ぬと決め込んでいる。かつてTとは交際していたらしい。
薫
Kのセックスフレンドであるゲイの少年。感化院からの脱走後、Kの家に情夫として転がり込むが、追い出され男の家を転々としている。今まで数々の不祥事を起こしてきたらしいが、警察官である父親によって匿われてきた。Tの現金強奪計画を聞いて参加することになり、父親の警官の制服を盗んでくる。
ケイコ
Nの同棲相手。フルネームは川田恵子。Nと同じフルーツ・パーラーで働いていたころから交際している。Nの優柔不断な態度に不満を持ちつつも、彼のことを好いている。Nがヨーコに惹かれていくことを知り、親の借金を契機に帰郷。

### 学生運動家
K
S大学の学生運動家。しかし本気で革命を起こす気はなく、金のためなら国家権力と平気でつるむ俗物。女は男の共有物でありそれが共産主義であるとの詭弁を弄しセクトの女たちを手篭めにしている。
ヨーコ（陽子）白百合高校の女子生徒。親や教師を自分の思いどおりに操るなど、女王然とした性格をもつ。殺人や強姦を平気で強要する残酷で悪魔のような美少女。意のままにならないNに苛立ち、自分と寝ないNに見せつけるようにTと寝たりKと交際するが、その性格と巧みな弁舌からKの所属するセクトの中心人物へと成り上がる。
足塚
S大学の学生運動家。映画批評誌『映画戦線』での批評と並行し映画監督を行う。陽子を主演に、少女が青春を革命にかけるドキュメンタリー映画を撮ろうとしている。常に一歩引いた視点で物事をとらえている。
S
Kのセクトのメンバー。いつも人民服を着ている内気でやや気弱な青年。Kの命令でヨーコ（洋子）を強姦するが、罪悪感と責任を感じ、ヨーコに付き従うようになる。

### その他
M
有名な作家。夜中の神社でNたちの前に現われる。Nのことを、そいつを殺せば世界が変えられる人間を選んで殺すテロリストであると表現した。自分が銃を取ればそれが純粋でなくなることや、殺せば世界を変えられる人間が誰なのか見当がつかないことを自らの不幸であると嘆く。私兵集団である『愛国防衛隊』を結成している。自らを男色の持ち主であると語っている。
七生
Mの熱烈な信奉者で、愛国防衛隊の隊員。丸坊主で学ランを着用する体育会系風の学生。日本の敗戦の前日に生まれたことから「七生報国」から名前を付けられた。人を殺す大義、そして自分が死ぬ大義を求めて、人を殺すとはどういうことなのかNに幾度も尋ねる。
藤沢六郎
警視庁捜査一課七係、知能犯捜査専門の警察官。現金強奪事件を担当する。通称『落としの鬼六』。彼の息子とTは小学校以来の親友で、Tを共産主義に傾倒させたのも藤沢の息子であるが、リンチに遭った息子が植物状態にされてしまったことから、Tら元同志を疑っている。
薫の父
警視庁交通機動隊の警察官。かつては学生運動弾圧の最先鋒である機動隊に所属したが、薫の不祥事によって交通機動隊へ配置換えされた。権力欲にまみれた傲慢な人物で、裏では警察の公安とのコネクションを持っている。
オクちゃん
Tの知り合いの中年男性。太平洋戦争中におけるニューギニアでの戦争体験がトラウマとなり精神を病んでいる。
ケンジ
『ビレッジ・バンガード』のボーイ。ヨーコ（洋子）に自作の小説の構想を語る。

## 関連年表
本作のストーリーのモデルになった、実際の出来事の年表。
1949年（昭和24年）
6月27日、永山則夫が北海道網走呼人番外地で生まれる。
1965年（昭和40年）
3月、永山則夫が集団就職で上京。
7月29日 、永山則夫が東京渋谷区で少年ライフル魔事件を目撃する。
1968年（昭和43年）
9月、永山則夫が米軍横須賀基地で拳銃を盗む。
10月11日、永山則夫が東京港区のホテルでガードマンを射殺。
10月14日、永山則夫が京都の神社で警備員を射殺。
10月26日、永山則夫が北海道函館でタクシー運転手を射殺。
11月5日、永山則夫が名古屋でタクシー運転手を射殺。
12月4日、永山則夫が新宿歌舞伎町のジャズ喫茶「ビレッジ・バンガード」にアルバイトとして勤め始める。
12月10日、三億円事件発生。
12月15日、警察官の息子で三億円事件の容疑者の少年が青酸カリ自殺する。
1969年（昭和44年）
1月2日、奥崎謙三が一般参賀で昭和天皇をパチンコで狙撃し、逮捕される。
1月18日、学生運動が東大の安田講堂を占拠し機動隊と紛争になる（東大安田講堂事件）。
4月7日、永山則夫が東京千駄ヶ谷の英会話学校に侵入し、逮捕される。
1970年（昭和45年）
3月31日、よど号ハイジャック事件発生。
6月30日、永山則夫が第12回公判で、自分の気持ちの代弁として、ウィリアム・ボンガー著『犯罪と経済状態』の一節を法廷内で英語で暗唱する。
11月25日、三島由紀夫が自衛隊市ヶ谷駐屯地にて自決する（三島事件）。
1972年（昭和47年）
2月、連合赤軍あさま山荘事件発生。
1997年（平成9年）
8月、永山則夫の死刑が執行される。
9月、北野武が第54回ヴェネチア国際映画祭にて映画『HANA-BI』でグランプリを受賞する。